# Moviment pels Drets i les Llibertats
El Moviment pels Drets i les Llibertats (búlgar Движение за права и свободи, Dvizhenie za prava i svobodi, turc Hak ve Özgürlükler Hareketi) és un partit polític centrista dels turcs de Bulgària. El MDL és membre de la Internacional Liberal i es considera un partit liberal, igual que el Partit Popular Suec (partit dels suecs de Finlàndia). En 2024 es va escindir en el Moviment pels Drets i les Llibertats - Un nou començament i l'Aliança pels Drets i les Llibertats.

## Història

### 1985-1989
El partit va començar com una organització en la dècada de 1980, amb el nom de Moviment Nacional Turc Llibertat (Türk Millî Kurtuluş Hareketi) com a resposta a la política portada a terme per Tòdor Jívkov de bulgarització forçada de la minoria turca al país. L'enorme èxode dels turcs ètnics i les exigències de reforma que sacsejaren Europa Oriental van contribuir a que el 10 de novembre de 1989, l'endemà de la caiguda del mur de Berlín, un cop a palau organitzat pels elements més aperturistes del Partit Comunista Búlgar (amb el tàcit consentiment soviètic) va derrocar Jivkov.

### Després de 1989
El partit es va establir oficialment el 1990, amb el seu fundador Ahmed Dogan com a líder. El Moviment per Drets i Llibertats (DPS) va obtenir a les eleccions de 2001 el 7,5% del total de vots, és a dir, 21 dels 240 escons de l'Assemblea Nacional. A continuació, va formar part del govern liderat per l'exrei de Bulgària Simeó de Saxònia-Coburg-Gotha del Moviment Nacional Simeó II.
A les eleccions del 25 de juny de 2005, el seu pes electoral es va incrementar, arribant al 13,7% dels vots i a 33 escons. Va continuar integrant el govern com a part d'una coalició liderada per Serguei Staníxev. A les eleccions de 2007 al Parlament Europeu va obtenir el 20,26% dels sufragis i 4 eurodiputats dels 18 en joc. Dos dels eurodiputats electes pel partit (Mariela Baeva, Vladko Panayotov) són d'ètnia búlgara. A les eleccions legislatives búlgares de 2009 va augmentar al 14,45% i va obtenir 34 escons.
Després que caigués el govern de Boiko Boríssov el 20 de febrer de 2013 per l'esclat de l'onada de protestes populars pels alts costos de l'energia, el baix nivell de vida i la corrupció, el GERB va tornar a guanyar les eleccions legislatives búlgares de 2013 però el Partit Socialista Búlgar de Plamen Oresharski va formar un govern de coalició amb el DPS amb la meitat dels escons al Parlament. El govern es va enfrontar a una sèrie de protestes que van començar el 14 de juny de 2013, en resposta a l'elecció de Delyan Peevski com a cap de l'agència de seguretat estatal búlgara i el 23 de juliol de 2014, el govern va presentar la seva dimissió. Després que cap partit volgués intentar formar un nou govern, el 6 d'agost es va establir un govern provisional liderat per Georgi Bliznashki i l'Assemblea Nacional es va dissoldre fixant eleccions per al 5 d'octubre.

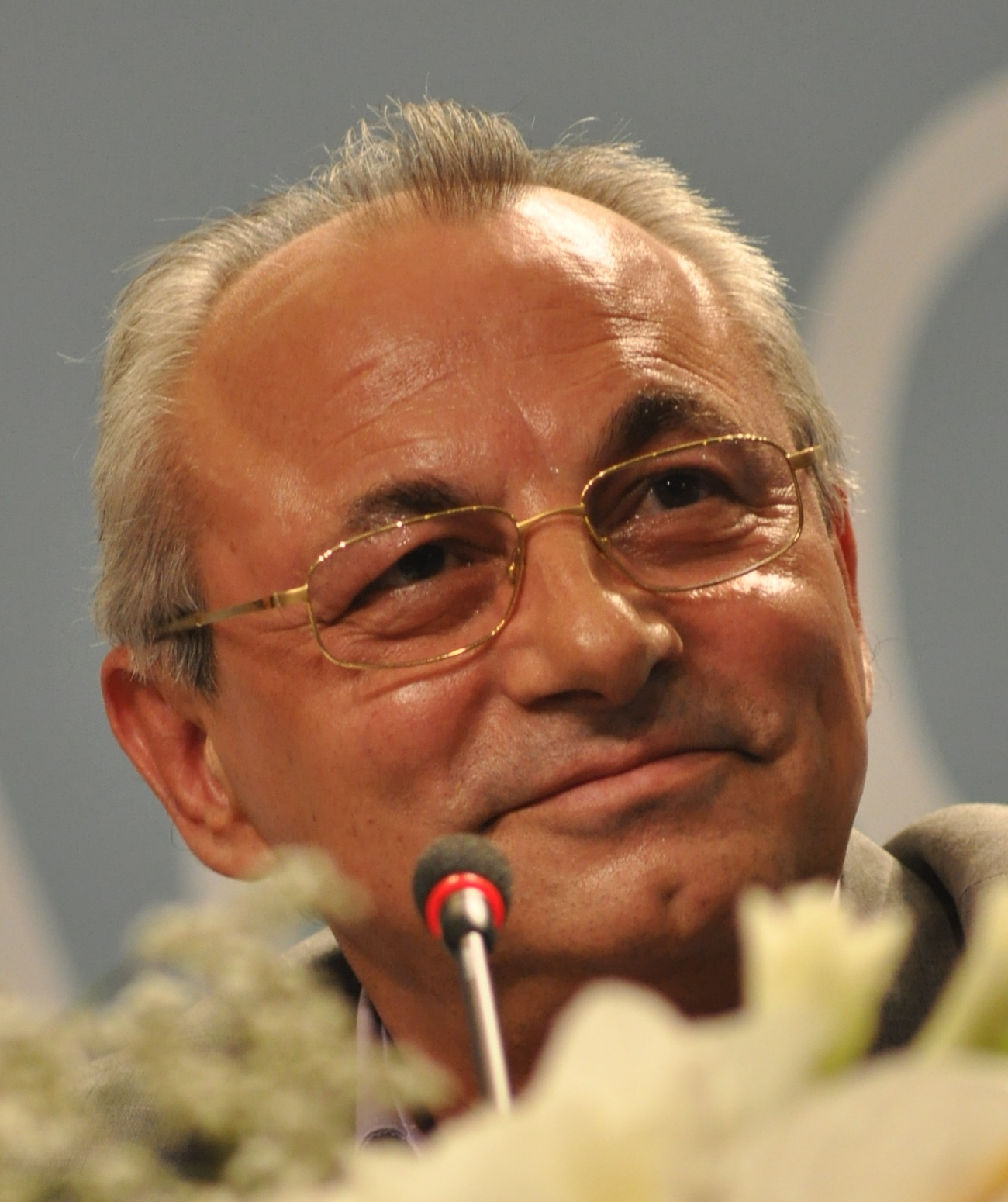
Ahmed Dogan, líder del partit

Al febrer de 2005 el MDL es va oposar a la privatització de la més gran companyia tabaquera de Bulgària, Bulgartabak, mesura que rebia suport del govern i la Unió Europea, sobre la base que la indústria tradicionalment emprava a persones d'ètnia turca. La crisi resultant va conduir a la renúncia de la viceprimera ministra Lidia Shuleva i el pas a l'oposició després que el nou partit Ciutadans pel Desenvolupament Europeu de Bulgària de Boiko Boríssov guanyés les Eleccions legislatives búlgares de 2009 de manera aclaparadora amb un 39% dels vots i 116 escons de 240.

### Liderat de Lyutvi Mestan i Mustafa Karadaya
Ahmed Dogan va renunciar a la presidència del partit el gener de 2013 després de sortir indemne d'un intent d'assassinat, sent succeït per Lyutvi Mestan, que va ser expulsat del partit al desembre de 2015 després de ser acusat pel president honorari Ahmed Dogan de servir els interessos turcs, i fou escollit com a successor Mustafa Karadaya.

### Suport al govern rotatori de 2023
Després d'eleccions i governs fallits des de 2021, a resultes de les eleccions de 2023 el partit va donar suport amb dos diputats a l'acord d'un govern rotatori dels dos partits majoritaris: la coalició reformista Continuem el Canvi-Bulgària Democràtica i el Ciutadans pel Desenvolupament Europeu de Bulgària. El 7 de novembre de 2023, després d'un període d'absència pública, el president del DPS, Mustafa Karadaya, va anunciar la seva intenció de dimitir, deixant el president honorari Ahmed Dogan com a líder interí. Durant el Fòrum Nacional de DPS, Delyan Peevski va ser elegit com a co-líder juntament amb Dzhevdet Chakarov. L'acord del govern búlgar es va trencar i es van tornar a convocar eleccions per al 9 de juny de 2024
El partit va entrar en crisi el juliol de 2024 quan el president honorari Ahmed Dogan va demanar la renúncia del president Peevski, els vicepresidents Halil Letifov i Stanislav Anastassov i altres diputats, i el partit va respondre donant de baixa a vint-i-cinc diputats, entre ells Dogan i Chakarov.
La incapacitat dels partits per arribar a acords va causar que el president Rumen Radev convoqués convoquessin noves eleccions per al 27 d'ocubre

### Escissió
A les eleccions legislatives búlgares d'octubre de 2024, Delyan Peevski va presentar el Moviment pels Drets i les Llibertats - Un nou començament, que va obtenir 281,366 vots i 30 escons, mentre Dzhevdet Chakarov va presentar l'Aliança pels Drets i les Llibertats, que va obtenir 182.263 vots i 19 escons.

## Controvèrsies

### Naturalesa ètnica
El 8 d'octubre de 1991, 93 membres de l'Assemblea Nacional búlgara -pràcticament tots els afiliats a l'antic Partit Comunista Búlgar- van sol·licitar a la Cort Constitucional que declarés inconstitucional el MDL, citant l'article 11.4 de la Constitució, que explícitament prohibeix l'existència de partits polítics "formats sobre bases ètniques, racials o religioses". El 21 d'abril de 1992 la Cort va rebutjar la petició i va afirmar la constitucionalitat del MDL.
A pesar d'això, i que el MDL ha estat des de llavors legalment parteix de la vida política búlgara, alguns ultranacionalistes búlgars, i particularment l'ultradretà Unió Nacional Atac, continuen afirmant que és inconstitucional per estar compost principalment per persones d'ètnia turca. No obstant això, l'estatut del MDL establix clarament que és "una organització pública i política independent, fundada amb el propòsit de contribuir a la unitat de tots els ciutadans búlgars". Addicionalment, partidaris del MDL argumenten que prohibir partits polítics per raó de la seva composició ètnica constituïx un cas de discriminació ètnica i contravé la legislació europea, en particular l'Acord Marc per a la Protecció de les Minories Nacionals, del que Bulgària és signatari. A més, a pesar d'una prohibició constitucional similar, els partits religiosos, tals com la Coalició Cristiana Búlgara, han competit en eleccions parlamentàries des de 1997, i de nou en 2005, sense que això produís cap oposició en mitjans polítics. Más recentment, Antonina Zheliazkova, directora del Centre per les Relacions Interètniques a Sofia, va elogiar Ahmed Dogan per haver declarat que estava treballant fortament per a obrir el partit a tots els ciutadans, i va exhortar als partidaris del MDL a sentir-se lliures de votar per partits no-ètnics.

### Manipulació dels vots
El MDL ha estat severament criticat per la Unió Nacional Atac, així com per la majoria dels partits de dreta, com Demòcrates per una Bulgària Forta i la Unió de Forces Democràtiques, i fins i tot pels seus socis de coalició del Moviment Nacional Simeó II, per haver manipulat vots en les eleccions legislatives búlgares de 2005. No obstant això, les al·legacions que persones d'ètnia turca haurien vingut a votar a Bulgària al seu domicili permanent i després haurien retornat a Turquia a votar amb els seus passaports, no van poder ser "verificades o confirmades" per observadors internacionals, la valoració dels quals de l'elecció fou que aquesta havia estat lliure i neta. Els observadors internacionals estaven de fet més preocupats perquè "la restricció en l'ús de les llengües minoritàries podria ser considerada un obstacle per a la plena participació política de les persones que pertanyen a comunitats minoritàries" i per "els esforços unilaterals encapçalats pel govern per a incrementar la participació electoral" entre les persones d'ètnia búlgara.

## Altres faccions polítiques turques
Actualment, hi ha tres altres petites faccions polítiques turques que s'oposen a les polítiques del MDL. Aquests grups -que s'han unit per a formar la Lliga Democràtica Balcana- són el Moviment de la Dreta Democràtica (DDK), liderat per Osman Oktay; el Partit per la Democràcia i la Justícia (PDS), dirigit per Nedim Gencev; i la Unió dels Turcs Búlgars (SBT), encapçalada per Seyhan Türkkan. No obstant això, aquests moviments, igual que el Moviment Nacional per Drets i Llibertats, membre d'una coalició socialdemòcrata (Coalició Rosa), van fracassar en obtenir representants electes, fins i tot a través de coalicions amb partits no ètnics, mentre que el MDL s'ha convertit en el tercer partit polític de Bulgària a les eleccions legislatives búlgares de 2005, i va formar part de la coalició de govern al costat del Partit Socialista Búlgar i del Moviment Nacional Simeó II.

## Resultats electorals
| Eleccions legislatives búlgares | Eleccions legislatives búlgares | Eleccions legislatives búlgares | Eleccions legislatives búlgares | Eleccions legislatives búlgares | Eleccions legislatives búlgares | Eleccions legislatives búlgares | Eleccions legislatives búlgares |
| Elecció                         | Líder                           | Vots                            | %                               | Escons                          | +/–                             | Govern                          |                                 |
| ------------------------------- | ------------------------------- | ------------------------------- | ------------------------------- | ------------------------------- | ------------------------------- | ------------------------------- | ------------------------------- |
| 1990                            | Ahmed Dogan                     | 491.596 (#3)                    | 8.03                            | 23 / 400                        | 23                              | Oposició                        |                                 |
| 1991                            | Ahmed Dogan                     | 418.168 (#3)                    | 7.6                             | 24 / 240                        | 1                               | Coalició                        |                                 |
| 1994                            | Ahmed Dogan                     | 283.094 (#4)                    | 5.44                            | 15 / 240                        | 9                               | Oposició                        |                                 |
| 1997                            | Ahmed Dogan                     | 323.429 (#3)                    | 7.6                             | 19 / 240                        | 4                               | Oposició                        |                                 |
| 2001                            | Ahmed Dogan                     | 340.395 (#4)                    | 7.45                            | 21 / 240                        | 2                               | Coalició                        |                                 |
| 2005                            | Ahmed Dogan                     | 467.400 (#3)                    | 12.81                           | 34 / 240                        | 13                              | Coalició                        |                                 |
| 2009                            | Ahmed Dogan                     | 610,521 (#3)                    | 14.45                           | 38 / 240                        | 4                               | Oposició                        |                                 |
| 2013                            | Ahmed Dogan                     | 400,466 (#3)                    | 11.31                           | 36 / 240                        | 2                               | Coalició                        |                                 |
| 2014                            | Lyutvi Mestan                   | 487,134 (#3)                    | 14.84                           | 38 / 240                        | 2                               | Oposició                        |                                 |
| 2017                            | Mustafa Karadaya                | 315,976 (#4)                    | 8.99                            | 26 / 240                        | 12                              | Oposició                        |                                 |
| Abr 2021                        | Mustafa Karadaya                | 336,306 (#4)                    | 10.51                           | 30 / 240                        | 4                               | Anticipades                     |                                 |
| Jul 2021                        | Mustafa Karadaya                | 292,514 (#5)                    | 10.71                           | 29 / 240                        | 1                               | Anticipades                     |                                 |
| Nov 2021                        | Mustafa Karadaya                | 340,997 (#3)                    | 12.83                           | 34 / 240                        | 5                               | Oposició                        |                                 |
| 2022                            | Mustafa Karadaya                | 344,625 (#3)                    | 13.76                           | 36 / 240                        | 2                               | Anticipades                     |                                 |
| 2023                            | Mustafa Karadaya                | 347,700 (#4)                    | 13.18                           | 36 / 240                        | 1                               | Suport extern                   |                                 |
| Juny de 2024                    | Delyan Peevski                  | 366.562 (#2)                    | 16,57                           | 44 / 240                        | 8                               | Anticipades                     |                                 |

| 2007 | 392,650 | 20.26 (#3) | 4 / 18 | Nou |
| 2009 | 364,197 | 14.14 (#3) | 3 / 18 | 1   |
| 2014 | 386,725 | 17.27 (#3) | 4 / 17 | 1   |
| 2019 | 323,510 | 16.55 (#3) | 3 / 17 | 1   |
| 2024 | 292,346 | 14.66 (#2) | 3 / 17 | =   |